# Simone Paléologue
Simone Paléologue (en grec : Σιμονίς Παλαιολογίνα) (vers 1294 - 1340) puis Simone Nemanjic (en serbe : Симонида Немањић) est l'épouse du roi de Serbie Stefan Uroš II Milutin. Elle est la fille de l'empereur byzantin Andronic II Paléologue et d'Irène de Montferrat. 

## Biographie
Après avoir signé la paix avec Milutin en 1294, l'empereur Andronic II lui promet la main de sa sœur Eudocie. Toutefois, celle-ci refuse et Andronic se retrouve à proposer au roi serbe la main de sa jeune fille âgée de 5 ans malgré les protestations vigoureuses du patriarche de Constantinople Jean XII Kosmas (après avoir démissionné, il reprendra son poste en 1300). Milutin accepte cet accord. Le mariage est célébré en 1299 et la dot de Simone comprend les territoires byzantins conquis par Milutin lors des années précédentes. Selon certains auteurs byzantins, Milutin n'aurait pas attendu la majorité de Simone pour consommer le mariage et cela aurait causé des dommages à son utérus, l'empêchant d'avoir des enfants. Sa beauté était très connue et une fresque la représentant dans le monastère de Gračanica est l'une des fresques les plus précieuses de l'art serbe bien qu'elle soit en partie abîmée. Simone meurt en 1340 comme nonne.

## Sources
- Donald M. Nicol, Les derniers siècles de Byzance, 1261-1453, éditions Texto, 2008.